# Великий восток Швейцарии
Великий восток Швейцарии — швейцарское масонское послушание, основанное 24 июня 1959 года. Великий восток Швейцарии придерживается принципов либерального и адогматического масонства.

## История
Великий восток Швейцарии был создан 24 июня 1959 года, в результате выхода трёх лож из Великой швейцарской ложи Альпина (ВШЛА). Этими тремя ложами стали; две ложи в Лозанне, «Эволюция» и «Андерсон», и третья ложа, в Цюрихе, «Пламенеющая звезда» (Zum Flammenden Stern). И уже все вместе они выступили против вхождения ВШЛА в регулярное масонство Объединенной великой ложи Англии. Эти три ложи затем создали свободную, либеральную, адогматическую и суверенную символическую масонскую организацию, которая получила название Великий восток Швейцарии.
С 1961 года Великий восток Швейцарии является одним из одиннадцати масонских послушаний, основавших CLIPSAS при подписании меморандума в Страсбурге. ВВШ до сих пор остаётся членом этой международной адогматической организации.
В 1967 году несколько лож Великой швейцарской ложи Альпина также захотели присоединиться к Великому востоку Швейцарии. После вхождения лож «Моцарт и Вольтер», «Верность и свобода» и «Аполлоний Тианский», Великий восток Швейцарии взял новое название — «Великая ложа Швейцарии».
В ноябре 1995 года, решением конвента, было возвращено изначальное название — Великий восток Швейцарии.
В 2019 году Великий восток Швейцарии отпраздновал 60-летие создания послушания.

## Организационная структура
Великий восток Швейцарии является одним из трёх швейцарских либеральных послушаний, которое входит в группу взаимного признания, называемую «Либеральное масонство Швейцарии» (ЛМШ). В этой группе помимо ВВШ состоят: Швейцарская федерация Масонского смешанного международного ордена Право человека и Великая женская ложа Швейцарии. ВВШ является смешанным послушанием.
Великий восток Швейцарии на 2023 год объединяет 500 масонов в 19 ложах, из них, 13 лож проводят работы на французском языке, 5 на немецком и 1 на испанском. Большинство лож находятся во франкоговорящей Швейцарии.

## Уставы и ритуалы
Великий восток Швейцарии не навязывает ни ритуал, ни устав, каждая ложа может свободно практиковать то, что она сама выберет. Ложи ВВШ практикуют три степени (ученик, подмастерье, мастер) символического масонства. Этими ритуалами являются:
- Древний и принятый шотландский устав (4 ложи, на французском языке);
- Ритуал Шрёдера (4 ложи, на немецком языке);
- Исправленный шотландский устав (3 ложи, 2 на французском и 1 на испанском языках[7]);
- Французский устав (3 ложи, на французском языке);
- Ритуал Рюшона (2 ложи, на французском языке), разработанный Франсуа Рюшоном (1897—1953), женевским историком масонства[8].